# Drakulić
Drakulić (en serbe cyrillique : Дракулић) est un village et une communauté locale de Bosnie-Herzégovine. Il est situé sur le territoire de la ville de Banja Luka et dans la république serbe de Bosnie. Selon les premiers résultats du recensement bosnien de 2013, il compte 1 299 habitants.

## Géographie

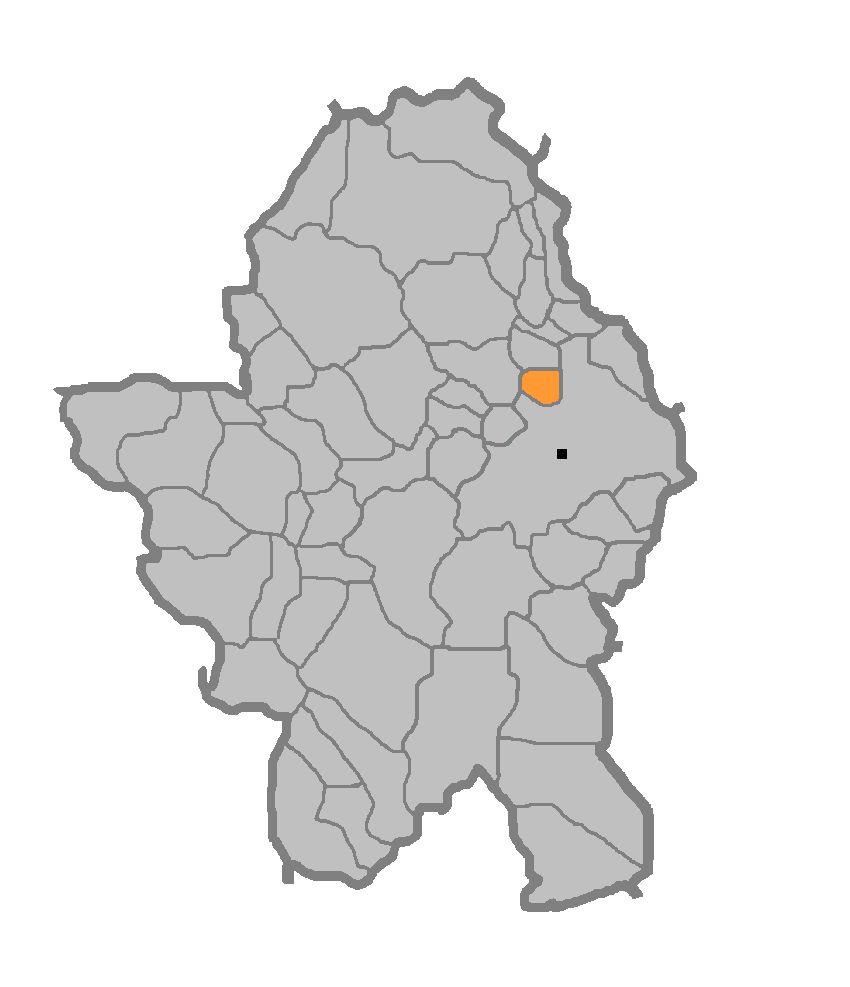
Localisation de la communauté locale de Drakulić dans la ville de Banja Luka

La communauté locale de Drakulić est située au nord de Banja Luka, sur la rive gauche de la rivière Vrbas, un affluent droit de la Save.

## Histoire
Drakulić est mentionné pour la première fois dans un recensement austro-hongrois de 1885. Selon cette source, le village comptait alors 36 foyers et 254 habitants, dont 243 orthodoxes et 11 catholiques romains.
Le 7 février 1942, Drakulić et ses environs (à Šargovac, Motike et à la mine de Rakovac) furent le théâtre d'un massacre organisé par les Oustachis. Environ 2 300 civils serbes, dont 511 enfants, furent tués à coups de couteau, de hache ou de pioche. Ces Oustachis venus de Zagreb, aidés d'autres Oustachis locaux, étaient notamment dirigés par le frère franciscain Miroslav Filipović, qu'on retrouva plus tard comme commandant au camp de concentration de Jasenovac. Un ossuaire mémorial a été érigé dans le village.

## Démographie

### Évolution historique de la population dans la localité
| 1948 | 1953 | 1961 | 1971 | 1981 | 1991 | 2013  |
| ---- | ---- | ---- | ---- | ---- | ---- | ----- |
| -    | -    | 685  | 281  | 308  | 319  | 1 299 |

|  |